# Harry Potter and the Deathly Hallows
Harry Potter and the Deathly Hallows (Brasil: Harry Potter e as Relíquias da Morte / Portugal: Harry Potter e os Talismãs da Morte) é um romance de fantasia escrito pela britânica J. K. Rowling. É o sétimo e último livro da série Harry Potter. Após se encarregarem da tarefa do falecido diretor da Escola de Magia e Bruxaria de Hogwarts, Alvo Dumbledore em encontrar e destruir todas as Horcruxes criadas pelo maior bruxo das trevas Voldemort, o livro narra a jornada do personagem principal, o jovem Harry, e seus melhores amigos Rony e Hermione, que abandonaram seu último ano letivo na escola de feitiçaria para cumprirem tal dever. Ao passo que o confronto final entre Harry e Voldemort se aproxima, a batalha entre os Comensais da Morte (seguidores de Voldemort) e o resto do mundo bruxo acontece. Foi lançado em 21 de julho de 2007 no Reino Unido e em outros países anglófonos e somente em 8 de novembro do mesmo ano no Brasil e 16 de novembro Portugal.
O primeiro contato que a escritora teve com o processo de escrita do livro foi no ano de 1990, quando escreveu um rascunho do último capítulo do livro, o qual foi reescrito diversas vezes. Por conta de sua filha, Rowling encontrou dificuldades em escrever e dedicou a maior parte do ano de 2005 na a criação da bebê, retomando determinadamente a compor por longos períodos no final do mesmo ano. Relíquias da Morte foi o romance da série que mais proporcionou diversão e sentimentos como tristeza e euforia à autora. Diversos rumores sobre o título do livro surgiram, porém foram descartados por Rowling, que mais tarde se declarou dividida entre três novos títulos. Ao terminar o livro num hotel em Edimburgo, a mesma registrou dizeres num busto de Hermes em seu quarto contendo informações como o dia e o local da finalização da obra.
Um dos livros mais aguardados de 2007, Relíquias da Morte foi aclamado por críticos literários e escritores, com elogios direcionados a prosa, imaginação, humor e a evolução literária pessoal da escritora e da própria história da série, embora alguns comentários digam que certos capítulos são muito longos, deixando personagens e situações cansativas. Rowling foi comparada a autores como Charles Dickens, Ian Fleming, Mark Twain e Lewis Carroll. Consequentemente, foi incluído em algumas listas reunindo os melhores de 2007, sendo listado entre os cem melhores pela The New York Times e entre os melhores livros infantis e melhores para jovens adultos pela American Library Association. O livro quebrou recordes de vendas e pré-vendas mundiais, registrando 8,3 milhões de cópias vendidas nos Estados Unidos e 2,65 milhões no Reino Unidos nas primeiras vinte e quatro horas, tornando-se o livro mais vendido em um dia. Após o lançamento do último livro, as ações da editora Bloomsbury despencaram, visto que o futuro econômico da mesma era incerto após o término da série.
A adaptação cinematográfica do livro foi dividida em duas partes. A primeira, lançada em 2010 e dirigida por David Yates, arrecadou pouco mais de 960 milhões de dólares, enquanto a segunda parte, lançada em 2011, conta com a mesma direção e arrecadou mais de 1,3 bilhão de dólares. Ambos os longas se encontram na lista de filmes de maior bilheteria, assim como todos os outros longas da série, embora a parte dois seja o mais bem sucedido entre eles, assegurando a posição de décimo filme de maior bilheteria mundial. Jogos eletrônicos baseados em Harry Potter e as Relíquias da Morte também foram lançados para diversas plataformas, os quais obtiveram avaliações relativamente baixas. Stephen Fry e Jim Dale narraram as versões de audiolivro britânica e norte-americana, respectivamente.

## Trama
Após a morte de Dumbledore, Voldemort consolida seu apoio e poder no mundo bruxo, incluíndo no Ministério da Magia. Harry é obrigado a abandonar a casa de seus tios e, enquanto está sendo movido para outro local pela Ordem da Fênix, é atacado por Comensais da Morte, o que resulta na morte de "Olho-Tonto" Moody. Ao se prepararem para abandonar Hogwarts e saírem em busca das Hocruxes, Harry, Rony e Hermione herdam estranhos objetos dentre as posses de Dumbledore: o pomo de ouro, um desiluminador e um livro de contos de fadas, respectivamente. Os três são novamente atacados por Comensais da Morte no casamento do irmão de Rony e fogem para o Largo Grimauld, número 12, casa da família de Sirius Black, cuja Harry herdou um ano antes. Graças ao elfo doméstico Monstro, eles descobrem que R.A.B. é o falecido irmão de Sirius e que o medalhão de Salazar Sonserina havia sido roubado e agora está sob posse de Dolores Umbridge. Eles infiltram o Ministério e roubam o medalhão, porém são obrigados a fugir para o interior do país, onde, com falhas tentativas de destruir o medalhão, vivenciam diversas brigas por conta da influência maligna do objeto, resultando na fuga de Rony.
Harry e Hermione continuam a busca e vão até Godric’s Hollow, o local de nascimento do garoto e assassinato de seus pais, onde encontra Batilda Bagshot, uma historiadora bruxa que se revela ser Nagini, a cobra de Voldemort, disfarçada. A cobra ataca Harry, que foge novamente junto com a garota para uma floresta, onde descobrem que a varinha do garoto quebrou durante o episódio com Nagini. Na floresta, um misterioso Patrono na forma de uma corsa prateada surge e guia Harry até um lago congelado, onde encontra a espada de Grifinória, um dos únicos objetos capaz de destruir Horcruxes, em seu fundo e, ao tentar alcançá-la, é atacado pela Horcrux e salvo por Rony, que aparece de repente, apanha a espada e destrói o medalhão.

Símbolo das Relíquias da Morte como descrito no livro.

Ao identificar um símbolo também usado por Xenofílio Lovegood no casamento em seu livro de contos, Hermione e os dois garotos vão até a casa do pai de Luna e descobrem que o símbolo representa as míticas Relíquias da Morte, três objetos descritos em um conto de fadas intitulado O Conto dos Três Irmãos: a Varinha das Varinhas, uma varinha invencível; a Pedra das Ressurreição, cujo tem poder de convocar os mortos; e uma infalível Capa da Invisibilidade. Harry suspeita que Voldemort esteja em busca da Varinha das Varinhas e confirma sua teoria após ter uma visão de do mesmo roubando a varinha de Dumbledore de seu túmulo.
O trio é sequestrado por ladrões e levado para a mansão dos Malfoy, onde Belatriz Lestrange tortura Hermione para descobrir como "roubaram" a espada de seu cofre em Gringotts/Gringotes. Com a ajuda de Dobby, eles escapam junto com Luna, Olivaras, Dino Thomas e o duende Grampo, que se encontravam como prisioneiros. Durante a fuga, Harry desarma e rouba a varinha de Malfoy e Dobby é morto por Belatriz. Por conta da raiva e aflição por parte de Lestrange ao interrogar Hermione, Harry suspeita a presença de uma Horcrux na forma de taça de ouro no cofre e Grampo confirma o palpite. Com a ajuda do duende, eles invadem o cofre, roubam a taça e fogem em um dragão. Harry tem uma visão de Voldemort onde mostra que uma Horcrux está escondida em Hogwarts.
Eles adentram a escola por uma passagem secreta e Harry avisa os professores que Voldemort está planejando um ataque à escola. O garoto suspeita que a Horcrux oculta seja o diadema de Corvinal, perdido há séculos. Em uma conversa com a fantasma da casa Corvinal, a mesma confirma a hipótese de Harry, que vai à Sala Precisa para iniciar as buscas. Ao passo que Voldemort penetra o castelo, Rony e Hermione destroem a Taça de Hufflepuff com um dente de basilisco encontrado na Câmara Secreta, vão ao encontro de Harry na sala precisa e destroem o diadema de Corvinal. Personagens como Remo Lupin, Ninfadora Tonks e Fred Weasley morrem na Batalha de Hogwarts.
Voldemort sente que a varinha das varinhas não o corresponde perfeitamente e mata Snape, visto que acredita que a varinha o pertence por ter assassinado Dumbledore. Snape entrega a Harry memórias cruciais e ele as visualiza na penseira. É revelado que Snape amava Lílian e, apesar de odiar o pai de Harry, concordou com Dumbldore em proteger o garoto e atuar como agente duplo contra Voldemort. O patrono em forma de corsa que guiou Harry na floresta era Snape, provando estar sempre vigiando-o. Por manipular incorretamente uma das Horcruxes, Dumbledore começa a morrer lentamente e planeja seu "assassinato" com Snape com antecedência para provar sua lealdade a Voldemort. As memórias também explicam que Harry é uma Horcrux que Voldemort nunca planejou criar e que deve morrer nas mãos do mesmo para se tornar finalmente mortal. O garoto se encaminha até a Floresta Proibida, onde é assassinado por Voldemort.
Harry acorda em um local parecido com a estação King's Cross e é recebido por Dumbledore, que explica o processo de criação e liquidação da Horcrux dentro de Harry e o concede duas opções: voltar a vida ou "seguir em frente". O garoto retorna e finge estar morto. Voldemort convoca uma trégua em Hogwarts e apresenta o corpo de Harry a todos. Neville Longbottom empunha a espada de Grifinória e decepa a cobra Nagini, deixando Voldemort desprotegido e sem nenhuma Horcrux restante. A batalha recomeça e Harry foge debaixo de sua capa. Num ataque final, Belatriz é morta por Molly Weasley e Harry se revela. O menino que sobreviveu e Voldemort conectam suas varinhas e o bruxo das trevas é finalmente destruído. O protagonista usa a varinha das varinhas para consertar sua antiga e a devolve a relíquia para Alvo Dumbledore.

### Epílogo
Dezenove anos após a Batalha, os personagens principais são vistos na estação King's Cross embarcando seus filhos no Expresso de Hogwarts. Harry e Gina estão casados e com três filhos: Tiago Sirius, Alvo Severo e Lílian Luna. Rony e Hermione, por sua vez, tiveram dois filhos, Rose e Hugo. O afilhado de Harry, Teddy Lupin, é avistado beijando Victorie, filha de Bill Weasley e Fleur Delacour. Neville Longbottom é um novo professor de Hogwarts; Draco Malfoy também se encontra na estação com sua esposa e filho. O livro termina com as palavras "A cicatriz não incomodara Harry nos últimos dezenove anos. Tudo estava bem."

## Antecedentes e desenvolvimento

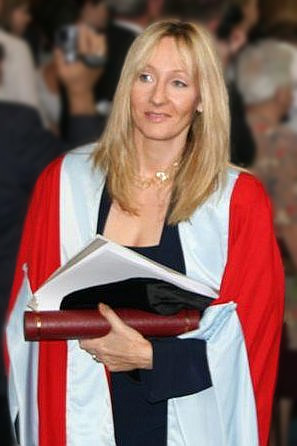
J. K. Rowling, a autora da série.

Em uma entrevista para a revista People em 1999, quando apenas os três primeiros livros haviam sido publicados, Rowling declarou que já havia escrito um rascunho do último capítulo do último livro da série e que o reescrevia constantemente. Ela adicionou que, até aquele momento, a última palavra era "cicatriz". Em 2001, a escritora revelou no documentário Harry Potter and Me (em português, Harry Potter e Eu) da BBC que o último capítulo é onde ela "embrulha tudo", e explica que este será o Epílogo, onde contará o que acontece com todos os personagens sobreviventes após o final da guerra e após se formarem. Ela acrescenta que crianças que iam em sua casa ficavam, na época, procurando pelo rascunho do capítulo, mas que o mesmo não era guardado no local. Durante o desenvolvimento do sexto livro, Rowling alegou que sentia que o Enigma do Príncipe e as Relíquias das Morte eram "duas partes do mesmo livro".
Rowling começou a escrever o livro logo após o Enigma do Príncipe. Em julho de 2005, a escritora revelou que provavelmente demoraria cerca de dois anos para produzir o último romance da série, mas que não seria tão longo quanto a Ordem da Fênix. Ela exprimiu que era difícil conciliar um grande período de escrita com a criação de sua filha Mackenzie, que se encontrava ainda muito nova. O último capítulo foi o único fragmento do livro escrito antes de 2005, em 1990, embora tenha sofrido diversas alterações ao longo do tempo. Na última e final versão, ela cancelou a morte de um personagem e decidiu por matar outros dois que não pretendia. A autora declarou que as Relíquias da Morte foi o livro da série no qual obteve mais diversão em escrever e sentiu-se "bastante libertada" das pressões por ser o último romance.
Rumores de que os livros seriam intitulados Harry Potter and the Graveyard of Memories (em português, o Cemitério de Memórias), the Pyramids of Furmat (as Pirâmides de Furmat), the Fortress of Shadows (a Fortaleza das Sombras) ou the Forest of Shadows (a Floresta das Sombras) surgiram durante o processo de desenvolvimento do livro, porém foram contestados pela autora. Oficialmente, Rowling anunciou que considerava três opções de título para a obra, entre elas a Varinha das Varinhas, usado de maneira oposta como título de um capítulo, e a Busca de Peverell, cujo fora descartado rapidamente por achar a palavra 'busca' "muito brega". O título as Relíquias da Morte foi revelado pela autora em 21 dezembro de 2006 em seu próprio website através dum jogo da forca especial de natal, enquanto as capas das edições britânica, americana e adulta foram desveladas no final de março de 2007. O título se refere a três objetos míticos presentes na história coletivamente conhecidos como "Relíquias da Morte": uma varinha imbatível, uma pedra que traz os mortos de volta a vida e uma capa da invisibilidade.

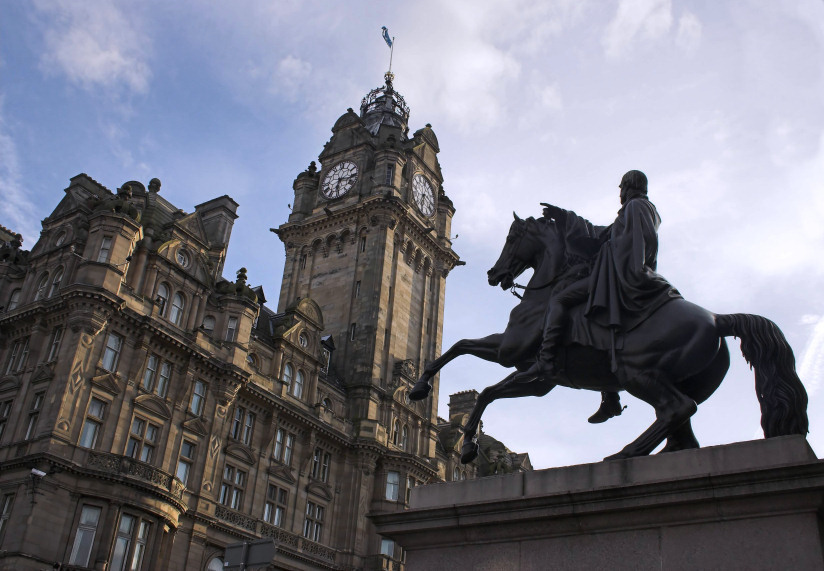
Rowling finalizou os últimos capítulos de Relíquias da Morte no quarto 552 do Hotel Balmoral.

Rowling finalizou o livro enquanto se hospedava no Hotel Balmoral, em Edimburgo, em janeiro de 2007 e deixou um depoimento assinado em um busto de mármore do deus grego Hermes em seu quarto que dizia: "J. K. Rowling finalizou a escrita de Harry Potter e as Relíquias da Morte neste quarto (552) em 11 de janeiro de 2007". Em uma declaração em seu website, ela afirmou, "eu nunca senti uma mistura de emoções tão extremas como essa na minha vida, nunca sonhei que pudesse me sentir de coração partido e eufórica simultaneamente." Ela comparou seus sentimentos mistos aos expressos por Charles Dickens no prefácio da edição de 1850 de David Copperfield, "uma tarefa imaginativa de dois anos". "Ao qual", ela adicionou, "só posso suspirar, tente dezessete anos, Charles." Rowling finalizou sua mensagem dizendo que Relíquias da Morte é o seu preferido, e "essa é a maneira mais maravilhosa de terminar a série." A autora declarou que originalmente escreveu as últimas palavras como "algo tipo: 'Somente aqueles que amava poderiam ver sua cicatriz em forma de raio'", porém alterou pois não queria que pensassem que Voldemort fosse surgir novamente e para dizer que a missão de Harry havia realmente acabado.

## Publicação

### Pré-publicação e controvérsias

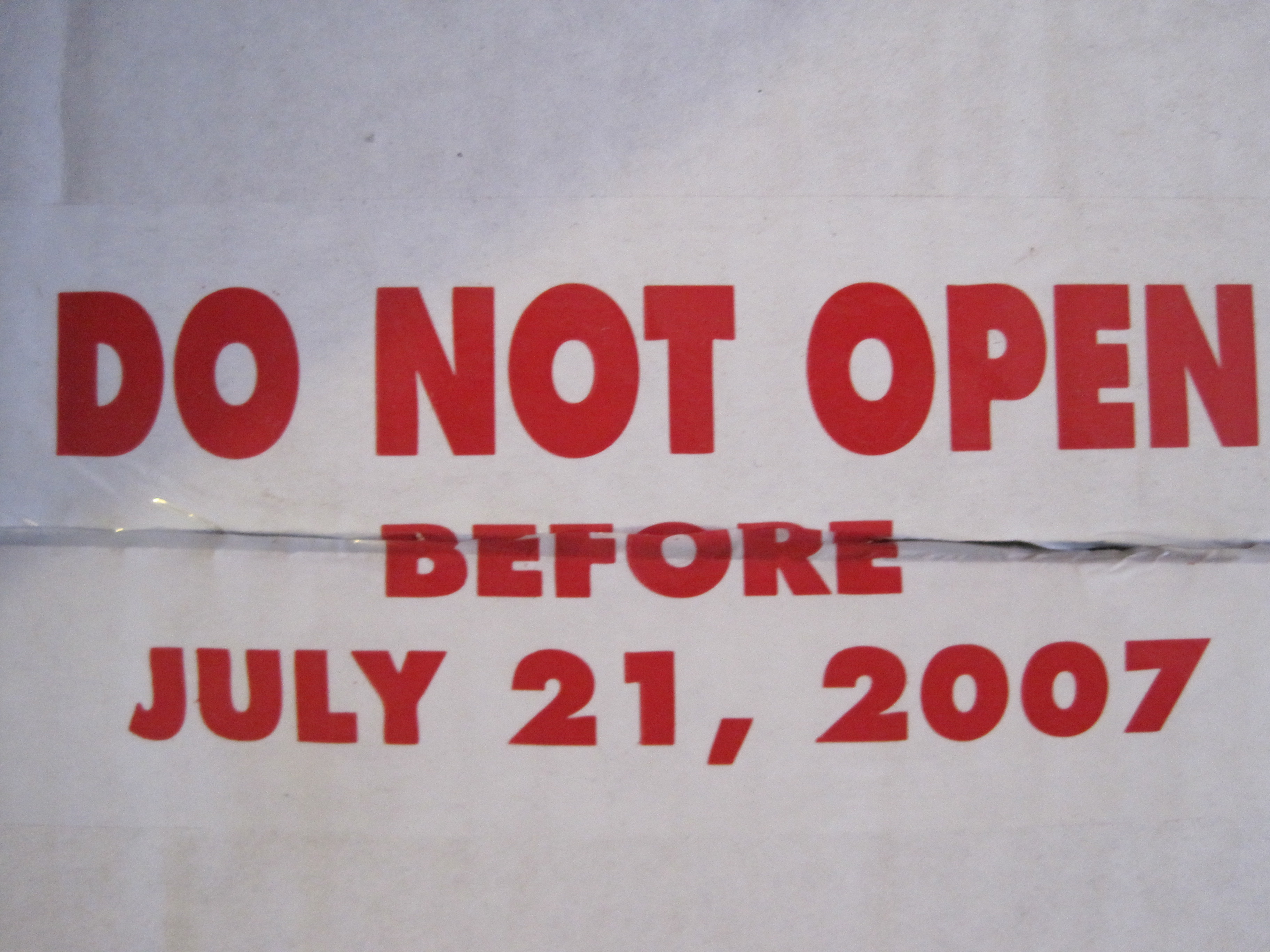
Aviso contido nas caixas que abrigavam as primeiras edições americanas do livro antes da publicação oficial.

Em uma tentativa de manter o conteúdo do livro seguro até a data de publicação em 21 de julho, a editora Bloomsbury investiu dez milhões de libras esterlinas em sistemas de rastreamento via satélite e contratos judiciários. Arthur Levine, editor da versão americana da série, negou-se a distribuir cópias antecipadas de Relíquias da Morte para críticos da imprensa, entretanto dois periódicos estadunidenses publicaram análises adiantadas. Especulações que diziam que algumas lojas quebrariam o embargo e distribuiriam cópias do livro antecipadamente surgiram, já que a penalidade de vetar o envio de cópias adicionais para tais estabelecimentos, imposta para os volumes anteriores, não seria mais um impedimento.
Na semana antecedente ao seu lançamento, diversos textos que aparentavam ser vazamentos genuínos surgiram em diversos formatos. Em 16 de julho, um conjunto de fotografias representando todas as 759 páginas da edição americana foi vazada e totalmente transcrita antes da data de lançamento oficial. Mais tarde, as imagens apareceram em website e em redes peer-to-peer, levando a Scholastic a buscar e obter uma intimação para identificar a fonte. Tal fato foi classificado como a falha de segurança mais grave na história da série Harry Potter. Rowling e seus representantes confirmaram que houve vazamentos genuínos, porem se negaram a dizer se o livro completo estava disponível. Resenhas críticas publicadas no The Baltimore Sun e The New York Times em 18 de julho de 2007 contavam com diversos elementos contidos no vazamento e, um dia antes da data oficial de publicação, o último confirmou que a divulgação indevida que circulava era real.
A Scholastic anunciou que aproximadamente um décimo de milésimo do fornecimento dos Estados Unidos (cerca de mil cópias) havia sido enviado mais cedo. Um leitor em Maryland recebeu uma cópia do livro por correio da loja DeepDiscount.com quatro dias antes do lançamento, o que evocou respostas incrédulas da Scholastic. A editora americana inicialmente relatou que estava "satisfeita" por ter sido um "erro humano" e que não iria discutir possíveis penalidades; entretanto, anunciou um dia depois que iria promover uma ação legal contra a loja e sua distribuidora, a Levy Home Entertainment. A editora exigiu indenização no Circuito de Chicago do Condado de Cook, alegando que a loja estava envolvida em uma "violação completa e flagrante dos acordos que sabiam que eram parte do lançamento cuidadosamente construído deste livro tão aguardado." Algumas das cópias antecipadas foram expostas no eBay, onde uma delas foi vendida à Publishers Weekly por 250 dólares a partir de um preço inicial de dezoito dólares.
Um acordo entre livrarias e a editora Rocco estabelecia que Relíquias da Morte só poderia ser vendido a partir da meia-noite do dia 10 de novembro de 2007, com possibilidade de antecipação para as oito horas do dia anterior. Entretanto, as Lojas Americanas violaram o embargo no dia 8 de novembro, conduzindo diversas outras livrarias a vender o livro antes do prazo acordado. Na manhã do dia nove, diversas livrarias no Rio já tinham o livro disponível para venda.
O supermercado Asda, acusando a editora Bloomsbury de estarem obtendo super lucro com o alto custo do livro, desencadeou uma guerra de preços dois dias antes do lançamento do livro, anunciando que iria vendê-lo por apenas cinco libras por cópia. Outras redes de varejo também ofereceram preços baixos ao livro para atrair consumidores. Tal fato causou alvoroço por parte de livrarias britânicas menores e independentes, as quais deduziram não ter esperanças em competir naquelas condições. Até mesmo a Waterstones, maior rede de livrarias do Reino Unido, não era capaz de concorrer com o preço de mercado. Algumas livrarias menores revidaram comprando seus estoques de supermercados ao invés de seus atacadistas, entretanto, a Asda impôs um limite de duas cópias por cliente para evitar compras em grande quantidade. Philip Wicks, porta-voz da Associação de Livrarias do Reino Unido, disse: "É uma guerra que nem podemos participar. Nós acreditamos ser uma lamentável pena que os supermercados tenham decidido tratá-lo como um produto de baixo custo apenas para atrair clientes, como se fosse uma lata de feijão." Michael Norris, analista da Simba Information, enunciou: "Você não está apenas abaixando o preço do livro. Neste ponto, você está abaixando o valor da leitura."
Na Malásia, uma guerra de preços similar causou controvérsias em relação às vendas do livro. MPH, Popular, Times e Harris, quatro das maiores redes de livraria da Malásia, decidiram retirar Harry Potter e as Relíquias da Morte de seu catálogo como forma de protesto contra os hipermercados Tesco e Carrefour. O preço de varejo do livro no país era de 109,90 ringuites malaios, enquanto os hipermercados vendiam por 69,90 ringuites. A ação das livrarias foi vista como uma tentativa de pressionar a distribuidora Penguin Books a remover os livros dos hipermercados. Contudo, em 24 de julho de 2007, as quatro livrarias retomaram a venda dos livros em suas lojas, desta vez com preço reduzido. Além disso, a distribuidora confirmou que o Tesco e o Carrefour vendiam o livro com prejuízos, incitando-os a praticar bom senso comercial e comércio justo.
O lançamento do livro em Israel, que aconteceu em uma manhã de um sábado, foi criticado por violar o Sabá. O Ministro da Indústria e do Comércio Eli Yishai comentou: "É proibido, de acordo com os valores judeus e a cultura judaica, que uma coisa como essa ocorra duas horas da manhã de um sábado. Que façam outro dia." Yishai anunciou que iria emitir multas e acusações com base nas Horas de Trabalho e Lei do Descanso em distribuidores locais.

### Lançamento e publicidade
O lançamento foi celebrado com uma sessão de autógrafos e leitura durante toda a noite no Museu de História Natural de Londres e contou com a participação de Rowling e mil e setecentos convidados escolhidos por votação. Rowling fez uma turnê nos Estados Unidos em outubro de 2007, onde outro evento foi realizado no Carnegie Hall, em Nova Iorque, com ingressos alocados via sorteio. A editora americana da série, Scholastic, iniciou uma campanha multimilionária para promover o livro ao redor dos Estados Unidos. Fundamentado nisso, a editora lançou a campanha "There will soon be 7" (em português, "Em breve haverá sete"), que incluía um "Nôitibus Andante", o qual viajou por quarenta bibliotecas dos Estados Unidos, discussões e competições online, marcadores de página colecionáveis e tatuagens. Além disso, foi realizado um concurso com sete perguntas feitas pela Scholastic.
Diversos eventos também aconteceram na publicação de Relíquias da Morte no Brasil. Na Livraria da Travessa, num shopping center localizado na zona sul do Rio de Janeiro, palestras, debates e filmes produzidos por outros fãs atraíram cerca de cem admiradores da série. A festa de lançamento contou com fãs caracterizados de personagens nas filas e concursos de cosplay. A Livraria Siciliano organizou um evento onde realizaram-se diversas atividades, como um quiz com premiação e debates sobre os livros e os filmes. Além disso, um projetor foi instalado para exibir os longas durante a noite. O romance contou com uma tiragem inicial de 400 mil exemplares no país.
Junto com seus editores, Rowling organizou um poster com o rosto de Madeleine McCann, garota britânica que desapareceu em Portugal na época, para ser disponibilizado para os vendedores quando Relíquias da Morte fosse publicado. Ela disse que tinha esperanças que os cartazes seriam exibidos com destaque em lojas de todo o mundo.

## Análise

### Estrutura
Em todos os romances de Harry Potter, conceitos e situações novas são introduzidas no começo do livro e mantém seu significado oculto até o clímax final. Rowling utiliza uma técnica literária na qual acumula eventos, objetos e padrões estruturais e seus significados durante toda a série, construindo profundidade e complexidade a história. No primeiro capítulo do romance é adotado, pela quarta vez, um ponto de vista diferente de Harry. Anteriormente, a figura do narrador-onisciente fora utilizada pela escritora nos primeiros capítulos de Pedra Filosofal, Cálice de Fogo e Enigma do Príncipe. Em Relíquias da Morte, a história começa com Snape, Voldemort e outros Comensais da Morte reunidos na mansão dos Malfoy, discutindo sobre planos e possíveis ataques; Harry se encontra ausente no episódio.
A técnica foreshadowing, na qual o autor insinua fragmentos da história que ainda estão por vir, é constantemente usada para relacionar aspectos descritos em Pedra Filosofal, Prisioneiro de Azkaban, Cálice de Fogo e Ordem da Fênix com o último tomo da série.

### Atmosfera e temas

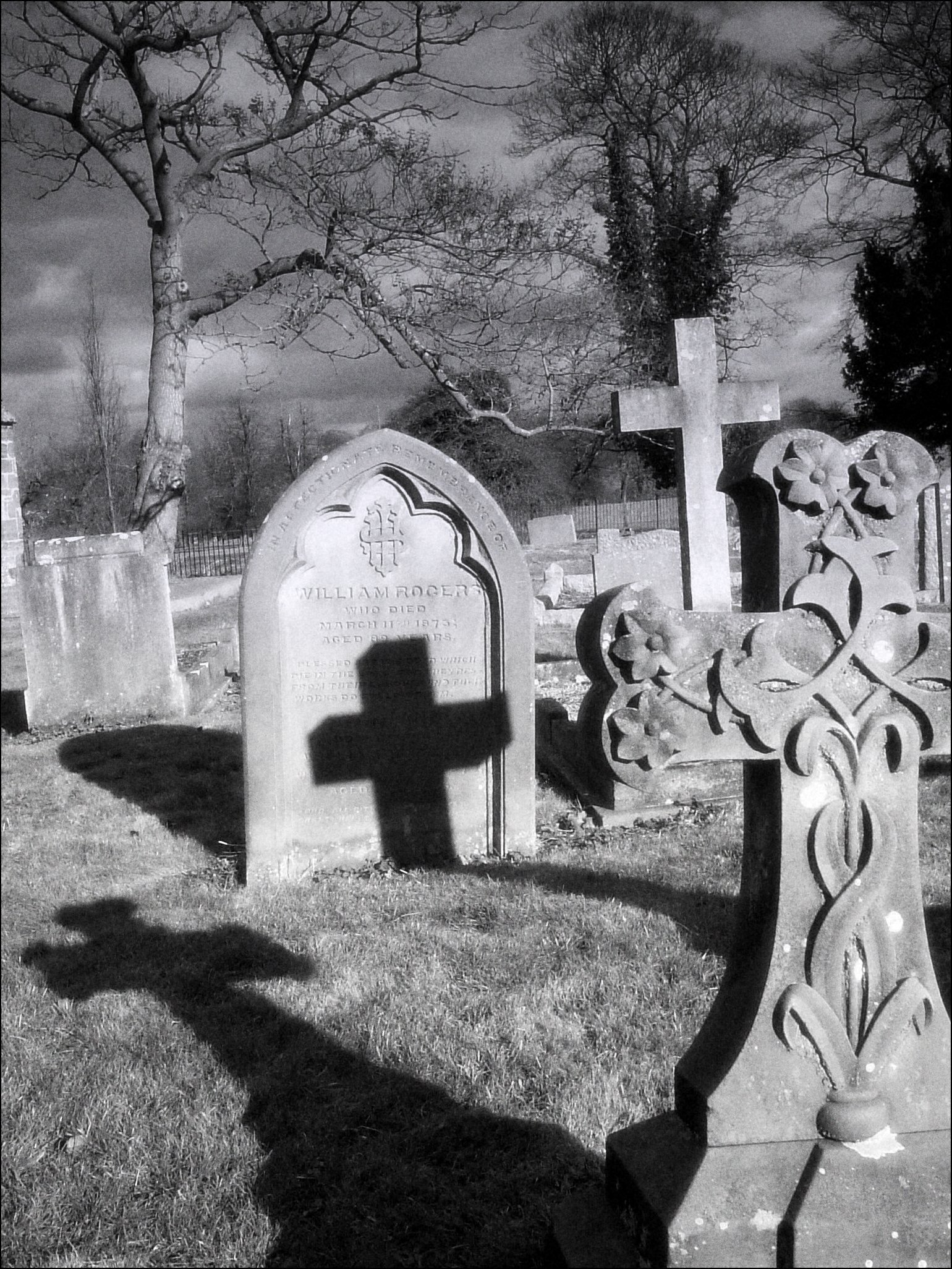
De acordo com diversos críticos e autores, o livro contém um tom sombrio e a morte como principal tema.

A professora de literatura inglesa Roberta Seelinger Trites nota que os livros vão ficando cada vez mais "obscuros" e "adolescentes", terminando a série com um livro "nublado pela morte". Ela observa que a grande diferença entre a Pedra Filosofal e as Relíquias da Morte é o caminho entre a inocência presente no primeiro livro e a experiência já contida no último. A autora Valerie Estelle Frankel diz que a presença da crueldade, da violência e de partes dolorosas é essencial para a "história do desenvolvimento." Ela nota que a relação de Harry e Dumbledore no decorrer dos livros é um grande indicador da perda da inocência: no primeiro romance, Harry vê o diretor como um "ser supremo", já no último o garoto o vê com desconfiança, dificultando a percepção do bem e do mal, que se mostra, segundo ela, óbvio no começo da série. Frankel afirma que os romances contém características da Idade Média, com ênfase em bestiários e alquimia, e em histórias modernas. Na mesma análise, afirma que a série está incluída na sociologia, trazendo a tona temas como questões de etnia, gênero, classe, marginalização e estereótipos. As questões de sangue-puro e guetos presentes no livro são comparadas ao período da Segunda Guerra Mundial, explorando a propaganda falsa e o racismo.
A vitória e a sobrevivência são temas extremamente presentes no livro. Desde o capítulo "O Menino que Sobreviveu", o primeiro de Pedra Filosofal, é introduzido o anseio de Voldemort pela imortalidade e a experiência de Harry em sobreviver a uma tentativa de homicídio. Ao longo dos livros, ambos os temas citados são desenvolvidos e tem sua finalização no último livro, quando Harry entende e obtém sua vitória sacrificando sua própria sobrevivência pelo bem da sociedade. Segundo Katrin Berndt e Lena Steveker, o primeiro capítulo do livro apresenta características de um possível futuro comandado por Voldemort contendo traços ditatoriais, como o medo de se expressar perante um líder e a falta de virtudes.
Outro tema principal é a morte. Segundo a autora, a temática habita a série desde o início: "a morte aparece não apenas como uma palavra ou pensamento, mas como uma possibilidade, uma evidência e uma realidade". Em uma entrevista no ano de 2006, Rowling esclareceu que o tema foi influenciado pela morte de sua mãe em 1990, por esclerose múltipla. Lev Grossman da revista Time alegou que o tema principal da série era a indiscutível importância de continuar amando mesmo frente a morte.
Acadêmicos e jornalistas desenvolveram outras diversas interpretações de temas dos livros, alguns mais complexos que outros, contendo subtextos políticos. Temas como a normalidade, a opressão e a superação das probabilidades impostas foram considerados como prevalentes em toda a série. Equitativamente, o tema de passar pela adolescência e "passar por cima das provas mais angustiantes—e chegar a um acordo com elas" também foi considerado. Rowling declarou que os livros compreendem "um comprido argumento para tolerância, um comprido apelo para o fim do preconceito" e que também passam uma mensagem para "questionar autoridade e ... que o estabelecimento ou a imprensa esteja te dizendo toda a verdade". Alguns comentaristas políticos consideraram a representação de Rowling de um Ministério da Magia burocrático e as medidas opressoras tomadas pela instituição nos últimos livros como uma forma de criticar o estado.

### Alegorias cristãs
A série Harry Potter tem sido criticada por supostamente apoiar a bruxaria e o ocultismo. Antes da publicação de Harry Potter e as Relíquias da Morte, Rowling se recusou a falar sobre sua religião, alegando, "Se eu falar tão livremente, todo leitor, tenha ele 10 ou 60 anos, conseguirá adivinhar o que vem nos livros". Entretanto, muitos notaram alegorias cristãs explícitas em Relíquias da Morte. Por exemplo, Harry morre e depois volta à vida para salvar a humanidade, como Cristo. O local onde isso ocorre é na estação King's Cross. Harry também estimula Voldemort a sentir remorso para recuperar sua alma despedaçada. Rowling declarou que "minha crença e minha luta com crença religiosa ... Eu acho que fica bem visível nesse livro", que é expressa na dificuldade e dúvida na fé de Dumbledore por parte de Harry.

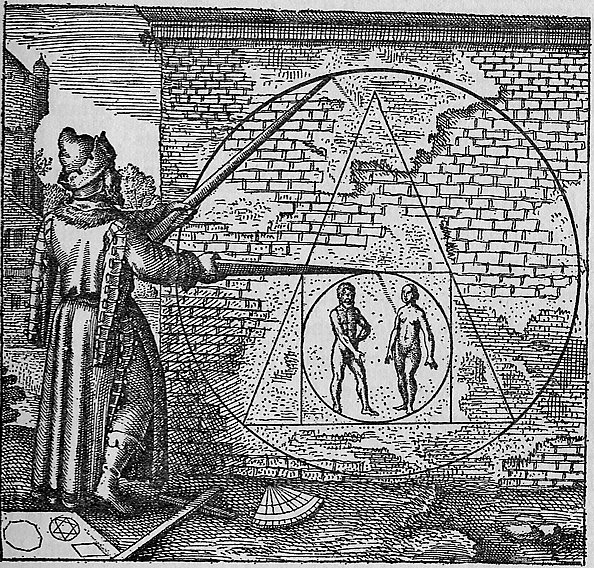
A pedra filosofal, retratada no trabalho alquímico Atalanta Fugiens de Michael Maier, similar a representação da Pedra da Ressurreição em Relíquias da Morte.

Relíquias da Morte começa com um par de epígrafes, uma do líder Quaker William Penn e outra de Coéforas, de Ésquilo. Sobre isso, Rowling disse: "Eu realmente gostei de escolher essas duas citações pois uma é pagã, claro, e outra da tradição cristã. Eu sabia que seriam essas duas passagens desde que Câmara foi publicado. Eu sempre soube [que] eu pudesse usa-las no começo do sétimo livro, então cuidei do final perfeitamente. Se elas fossem relevantes, então eu fui para onde eu precisava ir. Elas só falam isso tudo pra mim, elas realmente falam".
O Natal é tão importante nos livros que a palavra sozinha é mencionada 234 vezes em toda a série, porém somente em Relíquias da Morte é possível enxergar explicitamente um simbolismo cristão no dia de Natal, visto que, nos outros romances, banquetes, jogos e festividades marcam o feriado. Os desejos de Rony pelos confortos tradicionais da época da data comemorativa o levam a abandonar seus amigos e a procura das Horcruxes. O momento cristão mais explícito se dá na Véspera de Natal, quando Harry, junto de Hermione, retorna ao seu local de nascimento ao som de cânticos. Outra referência cristã ocorre no momento em que o personagem principal morre e tem o poder de escolher entre a vida e a morte, circunstância na qual Rowling afirma que "Harry entrou em um tipo de limbo".
Quando Harry visita o túmulo de seus pais, a referência bíblica "O último inimigo que há de ser aniquilado é a morte" (1 Coríntios 15:26) está inscrita nele. A sepultura da família Dumbledore também contém uma citação bíblica: "Pois onde estiver o seu tesouro, aí também estará o seu coração", Mateus 6:21. Rowling declarou que "são livros extremamente britânicos, então Harry iria encontrar citações bíblicas em lápides em uma nota muito prática ... [mas] eu acredito que, em especial, essas duas citações que ele encontra nas lápides em Godric's Hollow resumem - elas resumem quase toda a série".
John Granger, comentarista de Harry Potter, observou que uma das razões dos livros da série serem tão populares é o uso de alquimia literária (similar a Romeu e Julieta, Perelandra de C. S. Lewis e Uma História em Duas Cidades de Charles Dickens) e simbolismo da visão. Neste modelo, os autores narram contos alegóricos junto do magnum opus alquímico. Desde de a era medieval, a alegoria alquímica reflete a paixão, a morte e a ressurreição de Cristo.

## Recepção

### Recepção da crítica

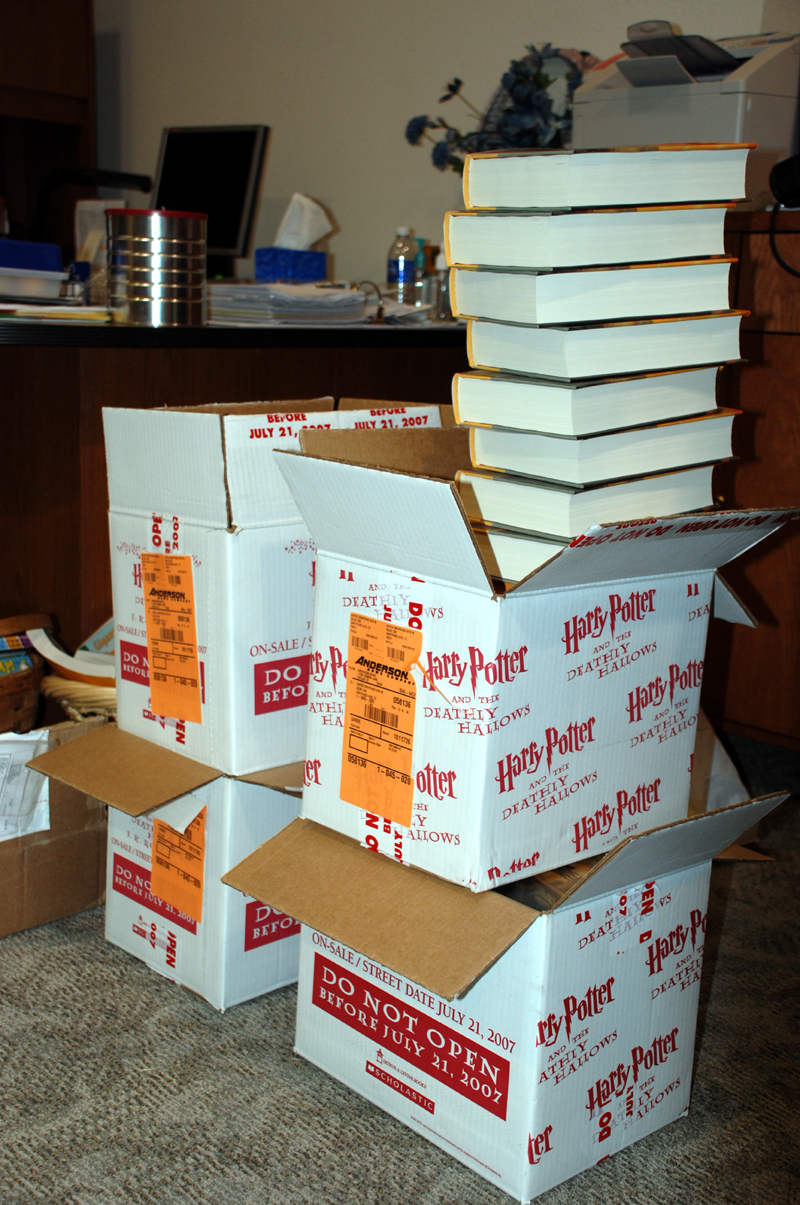
Lançamento da edição americana do livro.

Mary Carole McCauley, crítica do The Baltimore Sun, notou que o livro era mais sério do que os outros volumes da série e continha uma prosa mais direta. Ademais, Alice Fordham, do The Times, escreveu que "o gênio de Rowling não é só sua realização total de um mundo fantástico, mas a habilidade mais silênciosa de criar personagens que saltam para fora da página, reais e imperfeitos e corajosos e amáveis". Fordham concluiu: "Nós temos um longo caminho juntos, e nem Rowling nem Harry nos desapontam no final". O escritor do The New York Times, Michiko Kakutani, concordou, elogiando a habilidade de Rowling em fazer de Harry tanto um herói quanto um personagem no qual pode-se relacionar.
Lev Grossman, da Time, classificou-o como um dos Top 10 Livros de Ficção de 2007, ficando na oitava posição, e elogiou Rowling por provar que os livros ainda podem ser um meio de massa global. A escritora Elizabeth Hand advertiu que "[...] a interação espetacularmente complexa da narrativa e dos personagens muitas vezes parece que todo o resumo de uma trilogia foi espremido em um único volume." Em uma resenha avaliativa da Kirkus Reviews, os críticos disseram: "Rowling demonstrou uma habilidade incomum em jogá-los com e contra os outros, e também em transformá-los em um bom bildungsroman, popularizado por personagens memoráveis e um senso de humor salvador e irreprimível". Eles também elogiaram a segunda parte do romance, porém repreenderam o epílogo, chamando-o de "provocativamente superficial". Amanda Craig disse que a coisa mais importante que Rowling fez foi "reafirmar a primazia da narrativa", e explicou que "ela pode não ser uma grande estilista, mas ela usa o mito e o conto de fadas bem e escreve com uma clareza brilhante." Yvonne Zipp, escritora da The Christian Science Monitor, alegou que "havia muitos fios da trama pendurados", e que Rowling conseguiu responder "as perguntas mais incômodas". Ela conclui dizendo que a série foi finalizada com sucesso e que "a maior força de Rowling é a capacidade de levar os leitores a um mundo totalmente imaginado."
Em contraste, Jenny Sawyer, também da The Christian Science Monitor, disse: "Há tanto a amar sobre a série Harry Potter, desde o seu mundo mágico brilhantemente realizado até sua narrativa multifacetada", entretanto, "Uma história é sobre alguém que muda. E, colocando a puberdade de lado, Harry não muda tanto. Como imaginado por Rowling, ele anda pelo caminho do bem tão inabalavelmente que sua vitória sobre Voldemort sente-se, não só inevitável, mas também oca". No The New York Times, Christopher Hitchens comparou a série com histórias de internatos ingleses da época da Segunda Guerra Mundial, e ao passo que escreveu que "Rowling ganhou uma notoriedade imperecível", ele também alegou que não gostava do uso da escritora de deus ex machina, que os capítulos onde os personagens principais estavam acampando apresentados no meio do livro eram "abismalmente longos" e que Voldemort "se torna mais cansativo que um vilão de Ian Fleming". Catherine Bennett, do The Guardian, elogiou Rowling por colocar pequenos detalhes dos livros anteriores e torná-los grandes em Relíquias da Morte, como Grindewald ter sido mencionado num cartão de um doce no primeiro livro e depois ser explorado no último. Enquanto aponta "como os críticos dizem, Rowling não é Dickens", ela diz que Rowling "desejou em um ser fictício, em cada livro, legiões de novos personagens, lugares, feitiços, regras e dezenas de reviravoltas e subtramas inimagináveis".
Stephen King criticou as reações de alguns avaliadores, incluindo McCauley, por saltar depressa demais e tirar conclusões superficiais da obra. Ele constatou tal fato ser inevitável por conta do extremo sigilo pré-lançamento que não concedeu aos críticos tempo de ler e considerar o livro, afirmando que muitas revisões anteriores careciam de profundidade. Ao invés de achar o estilo de escrita decepcionante, ele julgou-o maduro e aprimorado. O escritor reconheceu que o assunto dos livros tornaram-se mais adultos e que Rowling havia claramente escrito com a audiência adulta em mente desde a metade da série. Ele comparou as obras, neste quesito, com As Aventuras de Huckleberry Finn e Alice no País das Maravilhas, que alcançaram sucesso e aperfeiçoaram-se em clássicos fixos, em parte por apelarem tanto para o público adulto, quanto para o público infantil.

### Vendas

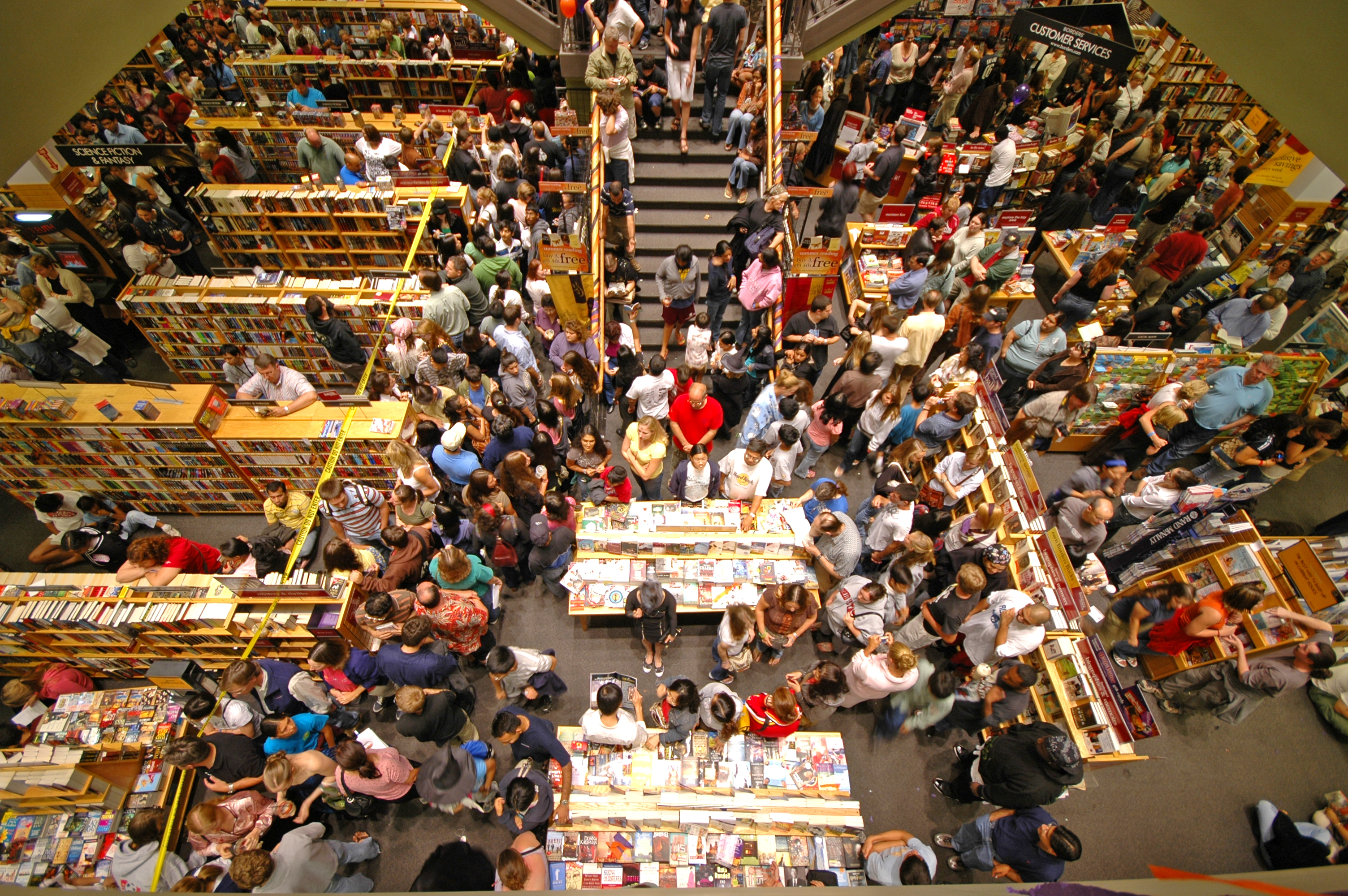
Filas nas lojas Borders, Califórnia, cinco minutos antes da publicação do livro, à meia-noite.

As vendas de Harry Potter e as Relíquias da Morte quebraram recordes mundiais. A tiragem inicial da obra nos Estados Unidos foi de doze milhões de cópias, e mais de um milhão foram pré-vendidas pela Amazon.com e Barnes & Noble, quinhentos por cento a mais do que as pré-vendas de Enigma do Príncipe. Em 12 de abril de 2007, a Barnes & Noble declarou que Relíquias da Morte havia quebrado seu recorde de pré-vendas, superando quinhentas mil cópias pré-vendidas pelo website.
No primeiro dia de publicação, um recorde de 8,3 milhões de cópias foram vendidas nos Estados Unidos (mais de noventa e seis por segundo), e 2,65 milhões no Reino Unido. A obra detém o Guinness World Records de livro de ficção mais vendido em vinte e quatro horas nos Estados Unidos. Na W H Smith, as vendas atingiram, supostamente, uma taxa de quinze livros vendidos por segundo. A Barnes & Noble vendeu 560 mil cópias na primeira hora e 1,8 milhão de cópias nos primeiros dois dias, uma quantidade de 150 vendas por segundo. A versão de audiolivro estadunidense, lida por Jim Dale, estabeleceu recordes de vendas com 225 mil cópias vendidas em dois dias, superando a adaptação de Enigma do Príncipe em pouco mais de vinte e seis por cento. A junho de 2008, quase um ano após o lançamento, as vendas mundiais estavam supostamente a cerca de 44 milhões. As ações da editora Bloomsbury caíram após o lançamento de Relíquias da Morte, desvalorizando a empresa em uma média de 209 milhões de libras. Isso deveu ao medo por parte dos investidores, que não sabiam o que aconteceria após o termino de Harry Potter.

### Prêmios
Harry Potter e as Relíquias da Morte ganhou diversos prêmios, incluindo o Melhor Livro de 2007, entregue pela Publishers Weekly. Nos Estados Unidos, foi listado pelo Los Angeles Times como livro infantil favorito, e listado entre os Livros Infantis Notáveis e os Melhores Livros para Jovens Adultos de 2008 pela American Library Association.
| Ano  | Premiação                       | Categoria                        | Ref.    |
| ---- | ------------------------------- | -------------------------------- | ------- |
| 2007 | The New York Times              | 100 Livros Destacados do Ano     | [ 98 ]  |
| 2007 | The New York Times              | Livros Infantis Destacados       | [ 99 ]  |
| 2007 | Publishers Weekly               | Melhor Livro                     | [ 94 ]  |
| 2007 | The Kansas City Star            | Top 100 Livros                   | [ 100 ] |
| 2007 | The Columbus Dispatch           | Melhor Livro                     | [ 100 ] |
| 2007 | Booklist                        | Escolha dos Editores             | [ 100 ] |
| 2007 | Los Angeles Times               | Livro Infantil Favorito          | [ 95 ]  |
| 2007 | Washington Post                 | Melhor Livro para Jovens         | [ 101 ] |
| 2008 | American Library Association    | Livro Infantil Notável           | [ 96 ]  |
| 2008 | American Library Association    | Melhor Livro para Jovens Adultos | [ 97 ]  |
| 2008 | Colorado Blue Spruce Book Award | -                                | [ 100 ] |
| 2008 | CCBC Choices                    | Ficção para Crianças             | [ 102 ] |

## Edições
Desde o seu lançamento em formato de capa dura, as Relíquias da Morte passou por diversos formatos e edições. Em 10 de julho de 2008, uma versão em brochura foi lançada no mercado britânico. A versão em brochura americana foi lançada em 7 de julho de 2009. Em SoHo, Nova Iorque, houve uma festa de lançamento para a edição tal edição, com diversos jogos e atividades. Simultaneamente com a publicação de capa dura original, foi lançada a edição para adultos no Reino Unido, cuja conta com uma capa diferente e teve a versão de bolso publicada em 23 de junho do ano seguinte. A "Edição Deluxe" da Scholastic também foi lançada em 21 de julho, na qual contou com ilustrações de Mary Grandpré e uma tiragem inicial de cerca de cem mil cópias. Mais tarde, a Bloomsbury lançou uma "Edição Especial" em brochura em 4 de outubro de 2010 e uma "Edição Autografada", também em brochura, em 1 de novembro de 2010. Junto com a publicação original do livro, uma versão em Braille foi lançada pela National Braille Press.

## Adaptações

### Filmes

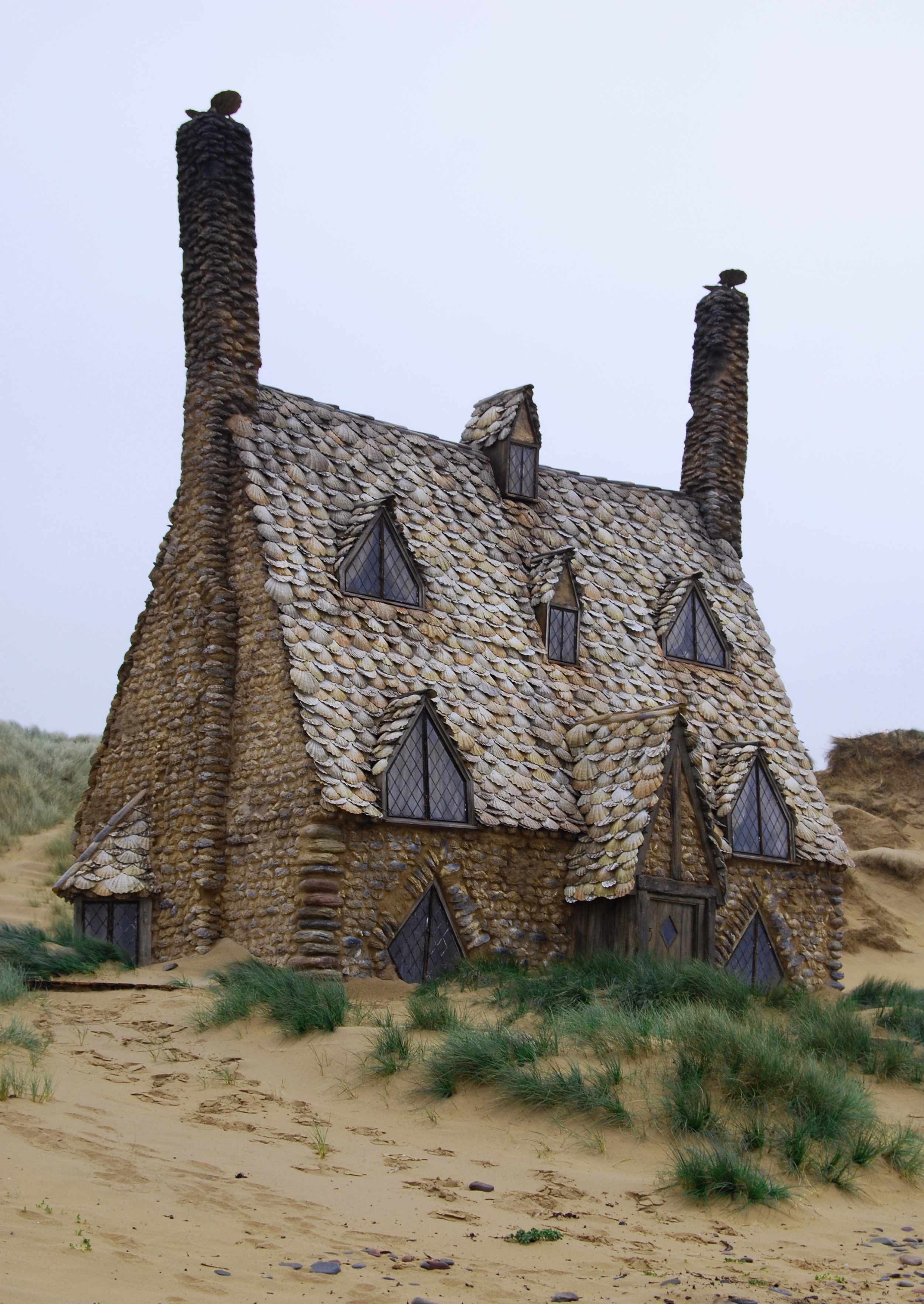
Casa de campo usada nas filmagens de ambas as partes da adaptação cinematográfica do livro.

A escolha de dividir a adaptação cinematográfica de Harry Potter e as Relíquias da Morte se formou a partir de uma proposta original feita para Harry Potter e o Cálice de Fogo em 2004. Inicialmente, os produtores e o diretor idealizavam uma adaptação única, porém, após uma análise mais profunda, julgaram tal ideia como inviável pois era "impossível colocar tudo." Após a aprovação de Rowling e, posteriormente, do roteirista Steve Kloves, os produtores iniciaram o processo de criação dos longas. A adaptação foi tratada e gravada como um único filme e levou cerca de um ano e meio para ser filmada.
Sob a direção de David Yates, a primeira parte da versão cinematográfica estreou no dia 19 de novembro de 2010. A produção foi liderada por David Heyman, David Barron e Rowling e o roteiro escrito por Kloves. A autora exigiu que o elenco principal fosse de nacionalidade britânica, mas foi permitida a participação de alguns atores irlandeses, como Michael Gambon, que retratou Alvo Dumbledore a partir do terceiro longa, e Evanna Lynch, que interpretou Luna Lovegood. O filme debutou em primeiro lugar na lista de filmes de maior bilheteria e segurou essa posição por quase três semanas. A receita total do longa foi de 960 431 568 dólares, tornando-se o terceiro filme de maior bilheteria do ano de 2010, estando atrás somente de Toy Story 3 e Alice no País das Maravilhas. Com base em quarenta e duas análises recolhidas, o portal Metacritic concedeu ao longa uma média de 65 pontos, que vai até cem, indicando "aclamação universal", enquanto o Rotten Tomatoes deu uma média de 77% baseada em 273 análises.
Com a mesma produção e elenco, a segunda parte, lançada em 15 de julho de 2011, debutou em primeiro lugar na lista de filmes de maior bilheteria e segurou essa posição por uma semana. A receita total do longa foi de 1 341 693 157 dólares, atingindo a maior bilheteria mundial de 2011, se tornando o mais sucedido da série e atualmente o décimo filme de maior receita do mundo. O Metacritic atribuiu ao longa uma média de 87 pontos baseada em quarenta e uma críticas, indicando, assim como seu antecessor, "aclamação universal", ao passo que recebeu uma média de 96% baseada em 323 análises no Rotten Tomatoes.

### Jogos eletrônicos
Livremente baseados no romance, os jogos, assim como a adaptação cinematográfica, foram divididos em duas partes, sendo lançados em 16 de novembro de 2010 e 12 de julho de 2011, antes do lançamento dos filmes. Todos foram distribuídos pela Electronic Arts, porém produzidos por diferentes empresas.
Os jogos receberam avaliações mistas-negativas por parte dos críticos. A plataforma alemã GameStar considerou a versão da Parte 1 como "tão entediante e confusa como os livros". Concedendo ao jogo Harry Potter and the Deathly Hallows – Part 2 uma média de dois pontos, que vai até dez, o portal Games.cz apelidou-o de "linear, sem alma e feio", enquanto o GamingXP enalteceu a "estética gráfica, a atmosfera emocionante e a trilha sonora cinematográfica".
| Jogo                                          | Desenvolvedor   | Data de lançamento     | Plataforma        | Gênero        | Game Rankings | Metacritic |
| --------------------------------------------- | --------------- | ---------------------- | ----------------- | ------------- | ------------- | ---------- |
| Harry Potter and the Deathly Hallows – Part 1 | Electronic Arts | 16 de novembro de 2010 | Microsoft Windows | Ação-aventura | 27%           | 37         |
| Harry Potter and the Deathly Hallows – Part 1 | Electronic Arts | 16 de novembro de 2010 | Xbox 360          | Ação-aventura | 43,61%        | 38         |
| Harry Potter and the Deathly Hallows – Part 1 | Electronic Arts | 16 de novembro de 2010 | Wii               | Ação-aventura | 42,50%        | 41         |
| Harry Potter and the Deathly Hallows – Part 1 | Electronic Arts | 16 de novembro de 2010 | PlayStation 3     | Ação-aventura | 39,79%        | 38         |
| Harry Potter and the Deathly Hallows – Part 1 | Electronic Arts | 16 de novembro de 2010 | DS                | Ação-aventura | 54,75%        | 56         |
| Harry Potter and the Deathly Hallows – Part 2 | Electronic Arts | 12 de julho de 2011    | Microsoft Windows | Ação-aventura | 44,33%        | 43         |
| Harry Potter and the Deathly Hallows – Part 2 | Electronic Arts | 12 de julho de 2011    | Xbox 360          | Ação-aventura | 43,52%        | 44         |
| Harry Potter and the Deathly Hallows – Part 2 | Electronic Arts | 12 de julho de 2011    | Wii               | Ação-aventura | 42%           | 47         |
| Harry Potter and the Deathly Hallows – Part 2 | Electronic Arts | 12 de julho de 2011    | PlayStation 3     | Ação-aventura | 45,80%        | 43         |
| Harry Potter and the Deathly Hallows – Part 2 | Electronic Arts | 12 de julho de 2011    | DS                | Ação-aventura | 67%           | 55         |

### Audiolivro
Assim como todos os romances da série, o livro foi publicado no formato de audiolivro em sua língua original. Lançado simultaneamente com a versão original em 21 de julho de 2007, o audiolivro britânico conta com a narração de Stephen Fry e duração de 24 horas, enquanto a versão estadunidense foi narrada por Jim Dale e dura cerca de 21 horas. No Brasil, foram lançados audiolivros somente para o primeiro e o segundo livro, narrados por Jorge Rebelo.
Por conta de seu trabalho em Relíquias da Morte, Dale venceu o Grammy Award do ano de 2008 na categoria de Melhor Álbum Falado para Crianças. Ele também foi premiado com um Earphone Award pela AudioFile, que afirmou, "Dale levantou a vara tão alto na interpretação do audiolivro que é difícil imaginar qualquer narrador saltando sobre ele."